# محمد جمل الليل
محمد جمل الليل (750 - 845 هـ) شيخ ذو وجاهة ومكانة محترمة بين أهل عصره في حضرموت. كان له ذوق في تلاوة القرآن، واستغراق فيه، وكشف عن معانيه. وسمي «جمل الليل» لأنه كان يقوم الليل كله ويُحيه جملة مع النهار في الطاعة والعبادة. وهو الجد الجامع لجميع آل جمل الليل العلويين.

## نسبه
محمد بن حسن المعلم بن محمد أسد الله بن حسن الترابي بن علي بن الفقيه المقدم محمد بن علي بن محمد صاحب مرباط بن علي خالع قسم بن علوي بن محمد بن علوي بن عبيد الله بن أحمد المهاجر بن عيسى بن محمد النقيب بن علي العريضي بن جعفر الصادق بن محمد الباقر بن علي زين العابدين بن الحسين السبط بن علي بن أبي طالب، وعلي زوج فاطمة بنت محمد ﷺ.
فهو الحفيد 21 لرسول الله محمد ﷺ في سلسلة نسبه.

## مولده ونشأته
ولد ببلدة تريم في حضرموت سنة 750 هـ، ووالدته مريم بنت أبي بكر الورع بن أحمد بن الفقيه المقدم. ونشأ بها، وحفظ القرآن الكريم، وصحب أباه وعمه وتفقه على علماء عصره وأخذ عنهم علوم التفسير والحديث والتصوف. كان كثير العبادة بالليل، كثير القيام بالأسحار، كثير التلاوة للقرآن، وكان يقول: «يفتح عليّ من القرآن ما لا أقدر أن أصفه، ويظهر لي شيء ما أحسن أعبر عنه». وكان كثير الذكر لله، فيقول لأصحابه: «أما إفناء الحروف فهو سهل، وأما إفناء الصوت بذكر الله فهو عسر». وكانت قرية روغة محل إقامته وبها ابتنى مسجده الذي كان يكثر العبادة والصلاة فيه.

## شيوخه
تلقى عن والده وعلماء عصره منهم:
| - عمه أحمد بن محمد أسد الله - عمه أبو بكر بن محمد باشيبان | - محمد بن علوي صاحب العمائم - عبد الرحمن بن محمد السقاف | - محمد بن عمر صاحب المصف - علي بن محمد صاحب الحوطة | - محمد بن أبي بكر باعباد - محمد بن حكم باقشير |

## تلاميذه
أخذ عنه جماعة كثيرون وتخرج على يده عدد من العلماء منهم:
| - ابنه علي بن محمد جمل الليل - ابنه عبد الله بن محمد جمل الليل | - عبد الله بن أبي بكر العيدروس - علي بن أبي بكر السكران - أحمد بن أبي بكر السكران | - محمد بن علي مولى عيديد - عبد الله بن علوي مولى الدويلة - سعد بن علي مذحج | - عبد الرحمن بن محمد الخطيب - علي بن أحمد بافضل |

## ذريته
تزوج من مأمنة بنت عبد الله بن محمد بن حكم باقشير، وله منها ابنان: علي وعبد الله، ومنهما تفرعت الأسرة إلى عدة فروع، يحمل كل فرع لقبًا عرف به، فمن هذه الأسر: آل بن سهل، وآل باحسن، وآل القدري، وآل باهارون، وآل السري، وآل الجنيد وغيرهم، وما زال البعض يحمل اللقب الأعلى جمل الليل.

## وفاته
توفي بتريم ليلة الاثنين السابع عشر من شهر ذي الحجة سنة 845 هـ، ودفن بمقبرة زنبل. ويقال له «الشيبة» لأنه عمّر حتى بلغ خمسًا وتسعين سنة.

### استشهادات
1. ↑  جمل الليل، يوسف بن عبد الله (2015). الشجرة الزكية في الأنساب وسير آل بيت النبوة. الرياض، السعودية: مكتبة التوبة. ص. 745. مؤرشف من الأصل في 2021-01-28.
2. ↑  المشهور، عبد الرحمن بن محمد (1984). شمس الظهيرة. جدة، السعودية: عالم المعرفة. ج. الثاني. ص. 485.
3. ↑  السقاف، عبد الرحمن بن عبيد الله (2005). إدام القوت في ذكر بلدان حضرموت. جدة، السعودية: دار المنهاج. ص. 964. مؤرشف من الأصل في 2022-08-23.
4. ↑  الحبشي، عيدروس بن عمر (2009). عقد اليواقيت الجوهرية وسمط العين الذهبية بذكر طريق السادات العلوية. تريم، اليمن: دار العلم والدعوة. ج. الثاني. ص. 983.
5. ↑  بن سميط، أحمد بن أبي بكر. تحفة اللبيب شرح لامية الحبيب. مصر: دار الكتب العربية الكبرى. ص. 131.
6. ↑  الحبشي، أحمد بن زين. شرح العينية. سنغافورة: مطبعة كرجاي المحدودة. ص. 203.